# نمای سرای فولاد کار
نمای سرای فولاد کار مربوط به اواخر دوره قاجار است و در مشهد، خیابان نواب صفوی (پایین خیابان)، نبش نواب ۱۰ واقع شده و این اثر در تاریخ ۱۱ مرداد ۱۳۸۴ با شمارهٔ ثبت ۱۲۳۹۵ به‌عنوان یکی از آثار ملی ایران به ثبت رسیده است.